# Эр-Рим (биосферный резерват)
Эр-Рим — биосферный резерват в Катаре.

## Физико-географическая характеристика
В базе данных всемирной сети биосферных резерватов указаны следующие координаты заповедника: 25°45′ с. ш. 51°00′ в. д.. Согласно концепции зонирования резерватов общая площадь территории, которая составляет 1188,88 км², разделена на три основные зоны: ядро — 232,71 км², буферная зона — 956,17 км², зона сотрудничества представляет собой 465,55 км² суши и 369,31 км² водной поверхности.
Резерват представляет собой равнинную местность на полуострове Зекрит. Высота над уровнем моря колеблется от 0 до 60 метров. Есть ряд отдельно стоящих холмов и столовых гор. Прибрежная зона характеризуется солёными болотами, на внутренней территории преобладают скальные породы и каменистые почвы. На западном побережье расположено нефтяное месторождение Дукхан (англ. Dukhan oil field).
Единственным источником пресной воды, помимо осадков, являются грунтовые воды. На территории резервата нет рек. Только после сильных дождей вода в незначительном количестве может быть на поверхности, обычно в низинах и вади.

## Взаимодействие с человеком
Люди проживают на всей территории резервата. По данным национальной переписи населения 2004 года в ядре заповедника проживает около 500 человек, в буферной зоне около 8000, в переходной зоне — около 6000 человек. Преобладает мужское население: соотношение 75 % / 25 % в ядре резервата и буферной зоне и 70 % / 30 % в переходной зоне. Местные жители в основном занимаются фермерством, выращивают верблюдов, коз и овец, а также работают в нефтяном комплексе (в юго-западной части резервата и далее на полуострове Зекрит и Эль-Гария (Al Ghariyah)).
На берегу расположено несколько небольших рыболовецких деревень, основная часть населения проживает в северо-восточной части резервата. На территории резервата происходит совмещение традиционных способов ведения сельского хозяйства с современными технологиями. Сооружены мощные насосные станции для ирригационной системы, работают ветеринарные центры. Кроме того, осуществляется восстановление естественной фауны региона.
Среди исследований, проводимых на территории резервата, возможности использования солёной воды для ирригации галофитов, которыми предполагается кормить животных. Центры разведения скота занимаются выращиванием сернобыков и газелей.
В 2007 году территория была включена во всемирную сеть биосферных резерватов. Его управление осуществляется верховным советом по окружающей среде и природным ресурсам (англ. Supreme Council for the Environment and Natural Reserves.